# Arvin Slagter
Arvin Slagter (Amsterdã, 19 de setembro de 1985) é um jogador de basquete neerlandês.

## Carreira
Slagter jogou suas primeiras temporadas pelo Rotterdam Basketbal. Em 2006, ele foi nomeado o MVP sub-23. Ele deixou Rotterdam em 2007 para WCAA Giants em Bergen op Zoom. Em 2010, ele chegou às finais da DBL com os Giants. Após a temporada 2009–10, Slagter foi para Leiden para jogar pelo Zorg en Zekerheid Leiden. Em três temporadas com Leiden, ele ganhou a DBL duas vezes, a Supercopa Holandesa duas vezes e a NBB Cup uma vez.
Slagter deixou o atual campeão Leiden e assinou com o GasTerra Flames (antigo Donar) de Groningen para a temporada 2013-14. Ele venceu a NBB Cup com os Flames e obteve a primeira colocação na DBL. Slagter teve uma média de 8,8 pontos e 4,4 assistências em 24,6 minutos por jogo na temporada regular da DBL. Ele também foi o líder da liga em porcentagem de três pontos, já que estava atirando .500 atrás do arco. Em 21 de abril de 2014, Slagter foi nomeado o melhor jogador da Holanda, ao receber o prêmio de Jogador Mais Valioso da DBL. Slagter foi o primeiro MVP holandês desde Peter van Paassen em 2009.
Após os playoffs, nos quais o Flames venceu o Amsterdam, o Leiden e o Den Bosch Slagter foi nomeado MVP dos playoffs. Ele teve médias de 8,9 pontos, 3,1 rebotes e 2,8 assistências em 14 jogos dos playoffs.
Em 24 de agosto de 2006, Slagter fez sua estreia pela seleção holandesa de basquete em um jogo contra a Islândia. Ele jogou no EuroBasket 2015 e teve uma média de 4,4 pontos e 2,6 assistências por jogo. Slagter jogou 132 partidas pela Holanda e marcou um total de 973 pontos, o que dá uma média de 7,4 pontos por jogo.
Nos Jogos Olímpicos de Verão de 2024, em Paris, conquistou a medalha de ouro no torneio masculino do basquetebol, após vencer na final confronto contra a equipe francesa por 18–17, ao lado de Jan Driessen, Dimeo van der Horst e Worthy de Jong.